# جون لايتون سينغ
جون لايتون سينغ (23 مارس 1897 - 30 مارس 1995) كان عالم رياضيات وفيزيائيًا أيرلنديًا، تضمنت حياته المهنية التي استمرت سبعة عقود فترات مهمة في أيرلندا وكندا والولايات المتحدة الأمريكية. كان مؤلفًا غزير الإنتاج ومعلمًا مؤثرًا، ويعود إليه الفضل في إدخال نهج هندسي جديد لنظرية النسبية.